# Pośredni Zbójnicki Staw
Pośredni Zbójnicki Staw (słow. Prostredné Zbojnícke pleso, Sesterské pleso II) – staw położony na wysokości ok. 1972 m n.p.m. w górnych partiach Doliny Staroleśnej, w słowackich Tatrach Wysokich. Jest jednym z grupy Zbójnickich Stawów, do której należą także Wyżni (największy) i Niżni Zbójnicki Staw.
W nazewnictwie Zbójnickich Stawów i pobliskich Harnaskich Stawów panuje w literaturze spore zamieszanie. Nazwy w Wikipedii są zgodne z nazewnictwem przyjętym przez Witolda Henryka Paryskiego w przewodniku taternickim Tatry Wysokie oraz w Wielkiej encyklopedii tatrzańskiej. Źródła te podają zróżnicowane pomiary stawów: według pracowników TANAP-u (1961–1967) Pośredni Staw Zbójnicki ma powierzchnię 0,62 ha, wymiary 170 × 95 m i głębokość 5,2 m. Zupełnie inne są wyniki pomiarów Józefa Szaflarskiego z lat 1931–1932: powierzchnia 0,321 ha, wymiary 93 × 48 m, głębokość 5,4 m. Józef Nyka w przewodniku Tatry Słowackie podaje, że Szaflarski uznał „podwójny Zbójnicki Staw Pośredni” za dwa zbiorniki i to wyjaśnienie jest najbardziej prawdopodobne. Stawy połączone są przepływającą przez nie Zbójnicką Wodą, a Pośredni i Niżni (nazewnictwo według WET) można uznać za jeden większy – tę interpretację stosuje Nyka, nazwy Niżni Zbójnicki Staw używa zaś dla Niżniego Harnaskiego Stawu. Także według najbardziej rozpowszechnionego nazewnictwa słowackiego Prostredné Zbojnícke pleso obejmuje Pośredni i Niżni Zbójnicki Staw razem.
Nazwa Zbójnickich Stawów wiąże się ze zbójnictwem tatrzańskim. Brak jest jednak powiązań zbójnictwa z tymi konkretnymi stawami ani z obiektami w ich otoczeniu.

## Szlaki turystyczne
– niebieski szlak znad Wodospadów Zimnej Wody i Rainerowej Chatki wzdłuż Staroleśnego Potoku do Schroniska Zbójnickiego i dalej na Rohatkę (szlak przechodzi nieopodal Pośredniego Zbójnickiego Stawu).
- Czas przejścia od Rainerowej Chatki do schroniska: 2:15 h, ↓ 1:45 h
- Czas przejścia od schroniska na przełęcz: 1:15 h, ↓ 55 min

## Przypisy

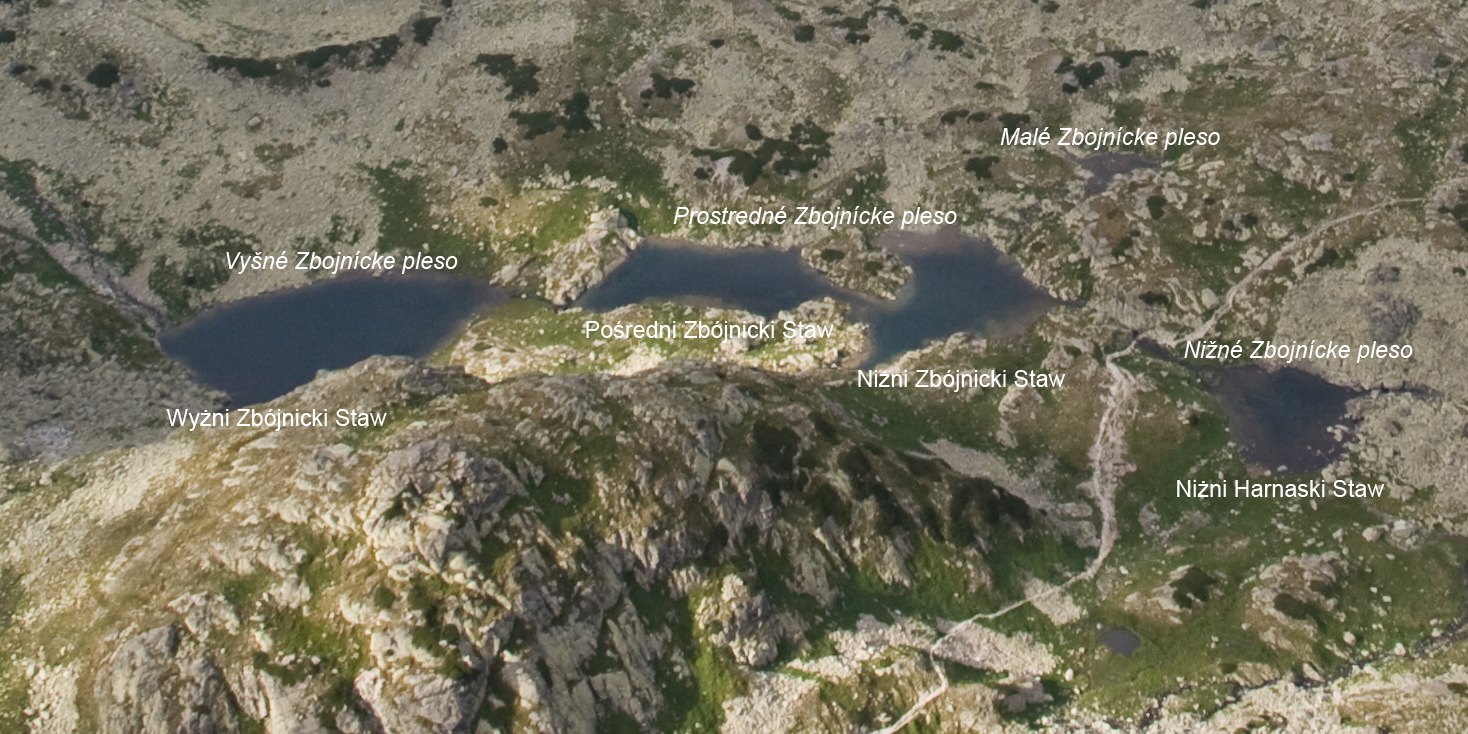
Zbójnickie Stawy